# Weekend more radio!!
Weekend more radio!!（ウィークエンド・モア・レディオ!!）は、エフエム福岡（FM FUKUOKA）で2019年4月から放送されている週末朝のワイド番組。土曜日と日曜日で成り立ちや構成が一部異なる。

## Weekend more radio!!〜7サタ〜
Weekend more radio!!〜7サタ〜（ウィークエンド・モア・レディオ!! ナナサタ）は2019年4月6日より毎週土曜 7:00 - 8:30に放送される。2013年3月で『STAND UP! MORNING -スタモニ・ウィークエンドエディション-』が終了して以降は平日夕方のワイド番組の総集編である『よりぬき GOW!!』を放送していたが、それを平日に集約させ、6年ぶりに土曜朝の生ワイド番組が復活する。2022年3月26日をもって終了。翌週からは放送時間を30分繰り下げて『Weekend more radio! OH! HEY! YO! ～オー・ヘイ・ヨー～』を開始。

### パーソナリティ
- 松相遼 - 2020年4月より。福岡NSC一期生。カーネギーのメンバー。
- 荒川みどり - 2020年4月より。春日市出身で春日市在住。2021年4月より『より♥どり』を担当。

#### 過去
- 愛智望美 - FM FUKUOKAアナウンサー。番組開始から2020年3月まで担当。7:55から内包される『ぴよぴよラジオ』も担当していた。4月より『〜Ultra Radio Connection〜DIG!!!!!!!!FUKUOKA』の火曜などを担当。

### コーナー
朝から生電話
リスナーに電話を繋いでトークするコーナー。
ワールド・アニマル・サテライト
世界中の動物の話題を扱うコーナー。
プロフィールX
リスナー参加型のクイズコーナー。誰もが知っている著名人や歴史上の人物を出題する。
カーネギー松相 presents ツッコミヘの道!
お笑い芸人でもある松相がオリジナルのミニ漫才を披露し、荒川はツッコミのスキルを磨く。

#### 過去のコーナー
今週のビビビ!
愛智がビビビときたものを紹介するコーナー。
「あした・まな」の明日マナー
様々なマナーを学ぶコーナー。
週末情報
ダブスタミュージック
父、次郎
お父さんについてエピソードを募集するコーナー。

## Weekend more radio!!〜サン8〜
Weekend more radio!!〜サン8〜（ウィークエンド・モア・レディオ!! サンパチ）は2019年4月7日より毎週日曜 8:00 - 9:30に放送される。2008年9月で『KING OF SUNDAY』が終了して以降は平日夕方のワイド番組の総集編である『よりぬき GOW!!』や『べーちゃんのおとな倶楽部』、『天使のモーニングコール』、『Keep On Smiling』などの録音番組を放送していたが、放送終了や枠移動などの構成変更を行ったうえで11年ぶりに日曜朝の生ワイド番組が復活する。
番組名の「サン8」には土曜の流れから「サンデー8時」という意味とSunday Party Team（サンデー・パーティー・チーム）と意味が掛け合わされている。
2022年3月27日をもって終了。実質の後継ぎは当番組のディレクターでもあった西川と7サタに出演していた荒川が担当する『みどりとさとりの「さんもんのとくーーっっ!!」』（8:00 - 8:55）。ワイド番組としては35分縮小され、9:00 - 9:30は『FM SELECTION』となる。

### パーソナリティ
- MCはな - 2020年4月より。福岡を拠点に活動する音楽ユニット星屑ロンリネスのメンバー。
- 黒田りさ - 2020年4月より。当番組終了後は『Hyper Night Program GOW!!』の火曜日を担当。

#### 過去
- 岡澤アキラ - 番組開始から2020年3月まで担当。4月より『〜Ultra Radio Connection〜DIG!!!!!!!!FUKUOKA』の水曜を担当。
- 松藤みな子 - 番組開始から2020年3月まで担当。4月より『〜Ultra Radio Connection〜DIG!!!!!!!!FUKUOKA』の木曜や同じ日曜日の『Best Music Best Sports』を担当。当番組と掛け持ちながら『BUTCH COUNTDOWN RADIO』でkaedeのピンチヒッターも務めた。
- 西川さとり - 当番組ディレクター。FM福岡アナウンサー。MCはなの新型コロナウイルス感染によるピンチヒッターとして2021年1月17日・24日に出演。

### コーナー
MCはなの日記・りさの日記
先週1週間の出来事をパーソナリティーが隔週で紹介するコーナー。このときMCはなは自らのラップで、黒田はウクレレの音色に乗せて紹介する。
サンパチ Play List!
Sunday Party Tune的な楽曲から最新曲まで、毎週、番組が推す楽曲リストをテーマパッケージにして発信するコーナー。
サンパチ スクープ!
一面にはならないけど見逃してはいけない「SCOOP」（大切な話題や情報）を紹介するコーナー。
サンパチ 朝からしない話
夜に話すようなことを話すコーナー。
サンパチ サミット!
様々な話題・問題についてリスナーからの意見や、SNSでのアンケート、生電話でディスカッションしていくコーナー。
ジャッキーの流儀 ～大切なことは全てジャッキーが教えてくれた～（隔週）
黒田が崇拝するジャッキー・チェンの映画の1シーンから生活の糧となるメッセージを紹介するコーナー。
ハナタカランキン！（隔週）
MCはなの超個人的な趣味趣向をカウントダウン形式で紹介するコーナー。元ネタは同局で放送されているハカタカランキン!。
サンパチ ロンリネス!
週末のイベント・お出かけ情報にもう一ネタ、プチ情報をトッピングして紹介するコーナー。2020年3月までは「サンパチ トッピング!」の名前で行われていた。

#### 過去のコーナー
サンパチ コネクション!
サンパチ目線で気になる人物や話題の人物などコネクションを図りたい人物にスポットを当てて発信するコーナー

## Weekend more radio! OH! HEY! YO! ～オー・ヘイ・ヨー～
Weekend more radio! OH! HEY! YO! ～オー・ヘイ・ヨー～（ウィークエンド・モア・レディオ! オー・ヘイ・ヨー）は2022年4月2日より毎週土曜 7:30 - 9:25に放送される予定のレーベル第三弾にあたる番組で、「7サタ」の後継ぎ番組である。

### パーソナリティ
- 松相遼 - 前番組・7サタから続投。福岡よしもと所属カーネギーのメンバー。
- 植村友紀 - ラジオパーソナリティ。RKBラジオ以外のラジオ局への出演は初。